# 帆岩
帆岩（ほいわ、露: Скала Парус, 英: Sail Rock）は、ロシア、クラスノダール地方にある岩である。同地方の天然記念物に指定されている。

## 概要
岩は、黒海の沿岸に位置し、ゲレンジークから南東に17キロメートルほどのところに所在する。プラスコヴェエフカ村の近くにある。
帆岩は、海水の浸食作用によって形成された海食柱である。「帆岩」という名称は、船の帆のような形状を呈していることに由来しており、歴史家のセミョーン・ワシュコフ (Семен Иванович Васюков) によって名付けられたとされる。
岩は、標高31メートルに位置する。海岸線に対してほぼ垂直に直立しており、岩の4分の3は海水中に没している。岩は、黄色みがかった灰色をした砂岩でできている。かつては黒海沿岸の山塊の一部であったと考えられている。
沖側の端部は海水中に位置し、水深は最も深いところで1.8メートルである。陸側の端部は山塊の麓からおよそ10メートルの海岸域に位置する。海面から出ている部分の幅は、およそ27メートルである。高さは、25メートルを超えている（およそ30メートルとする文献もある）。厚さは1.5メートルである。
1971年11月24日、ゲレンジーク市によって天然記念物に指定される。1988年7月14日、クラスノダール地方の天然記念物に指定される。

## 貫通穴

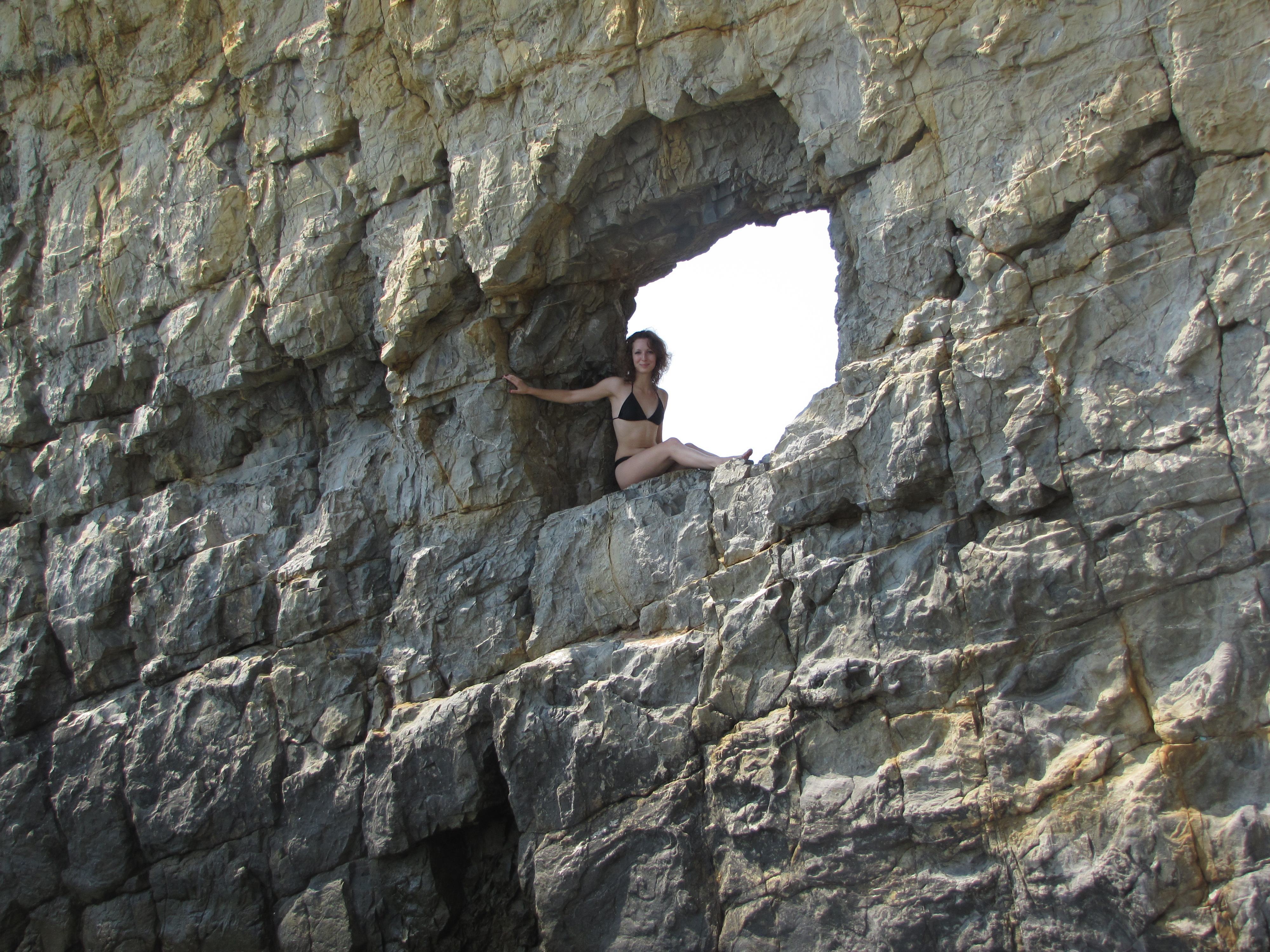
貫通穴

地面からおよそ2.5メートルの高さの位置に穴が開いている。穴は、直径およそ2メートルの楕円形であり、岩体を貫通している。穴がどのようにしてできたかは、正確にはわかっていない。
多くの観光案内書には、穴がコーカサス戦争の際に山砲の砲弾によって穿たれたものであるとの説が記載されているが、この説には疑問がもたれている。1903年に岩を調査したワシュコフは、「岩に向けて4発の砲弾が戦艦から発砲された際に、砲弾による痕跡はできたが、穴は開かなかった」との旨を記している。